# Руско-турска война (1676 – 1681)
Руско-турската война от 1676 – 1681 се води от Османската империя и съюзното на нея Кримско ханство с Руското царство за украинските земи.

## Предистория
Причина за войната е опитът на Османската империя да се намеси в руско-полските отношения и да вземе контрола над Деснобрежна Украйна.
През 1669 година хетманът на Деснобрежна Украйна Петро Дорошенко става васал на Османската империя. Опирайки се на новия съюзник, през 1672 година султан Мехмед IV изпраща тристахилядна армия, която през пролетта форсира Дунав.

## Ход на военните действия

### Завладяването на Чихирин от руските войски
През 1676 година Дорошенко с 12-хилядна армия завладява Чихирин, разчитайки на помощ от османците, но през пролетта на 1676 година руско-украинските войски под командването на хетман Иван Самойлович и руския военачалник Григорий Ромодановски обсаждат града и принуждават Дорошенко да капитулира. След като оставят в Чихирин гарнизон, руско-украинските войски се оттеглят на левия бряг на Днепър. Султанът назначава за хетман на Деснобрежна Украйна намиращия се в плен при него Юрий Хмелницки и през юли 1677 година изпраща към Чихирин 120-хилядната османско-кримска армия на Ибрахим-паша. Руският гарнизон на Чихирин издържа 3-седмична блокада, докато армиите на Самойлович и Ромодановски (52 – 57 хиляди души) на 28 август (7 септември) разбиват турско-татарските войски близо до Бушино и ги заставят да отстъпят.